# Konzeption (Sozialpädagogik)
Eine Konzeption (lateinisch conceptio von concipere ‚auffassen, erfassen, begreifen, empfangen‘) ist eine umfassende Zusammenstellung der Ziele und daraus abgeleiteten Strategien und Maßnahmen zur Umsetzung eines größeren und deshalb strategisch zu planenden Vorhabens.

## Das sozialpädagogische Konzept
In der psychologischen Begriffsverwendung wird Konzeption (engl. conception) als „[...] Phase des kognitiven Geschehens, in deren Verlauf ein begriffliches Erfassen von Aspekten, Eigenschaften oder Relationen von Gegenständen oder Sachverhalten stattfindet“ bezeichnet. „In den Bereich der Konzeption fallen somit Vorgänge, die als Abstraktion, Generalisierung, Überlegen und Vergleichen beschrieben werden. Das Instrument der K. ist die Sprache, das Ergebnis sind Aussagen (engl. Syn. concept formation)“.:292 Somit wird Konzeption als Abschnitt eines kognitiven Geschehens betrachtet, mit dessen praktischen und theoretischen Werkzeugen, Begrifflichkeiten in den Denkansätzen des Überlegens, des Vergleichens, des Generalisierens und des Abstrahierens geklärt werden. Abstraktion ist dabei das „‚[A]bziehen‘ der Vielfalt von Einzelanschauungen, -vorstellungen und -perspektiven, die das Allgemeine, Notwendige und/oder Wesentliche herausschält“.:33 Betrachtet man Konzeption in diesem Zusammenhang aus einer Ergebnisperspektive, ist die Aussage als Ergebnis der Konzeption ein Konzept. Das Instrument von Konzepten ist dabei Sprache, das heißt wiederum ein Konzept kann man sprechen, hören, lesen und schreiben. Ein Konzept ist also ein Ergebnis des Instruments des Prozesses kognitiver Konzeption von Begriffen mit Sprache, der gleichzeitig eine Aussage zum Begriff enthält.:292
In der sozialpädagogischen und sozialarbeiterischen Praxis sind Hilfekonzepte Grundlagenbeschreibungen von Angeboten einer sozialpädagogischen Institution. Konzeptionen sind dabei wichtige Prozesse zur Klärung von Begrifflichkeiten wie Zielgruppen und Handlungsfelder und Erfahrungshintergrund der beteiligten Personen und Institutionen in der Hilfeplanung. Die Theorie- und Handlungsausrichtung der Sozialarbeit sind die Zusammenhänge von Mensch und Umwelt. Der Begriff Konzept in Zusammenhang mit dem Begriff Hilfe weist auf ein modernes Verständnis von Sozialarbeit/pädagogik als „Hilfe zur Selbsthilfe für Mensch und Umwelt“.
Hilfskonzepte dienen dabei auch als Handlungsrahmen für die Ausgestaltung und Aktualisierung der im Konzept (als Abschnitt der Erkenntnisansätze zu irgendeinem Zeitpunkt) festgehaltenen Begrifflichkeit „Hilfe“ für die Ziele und Zielgruppen der Sozialpädagogik. Am Beispiel des Konzepts als Ausgestaltungsform sozialpädagogischer/-arbeiterischer Hilfen lässt sich also die historische Bedeutsamkeit, Relevanz und Aktualität vom zentralen Betrachtungsgegenstand sowie die soziale Bedeutsamkeit, Relevanz und Aktualität, die Hilfe senden und empfangen in der betrachtenden Form von Sprache als Konzept zusammenfassen. Ein anderes Wort dafür könnte Standortbestimmung sein. Im sozialpädagogischen Zusammenhang kann Konzept also auch als Plan oder Standortbestimmung verstanden werden, dessen erste Umsetzung Sprache darstellt und der in Berücksichtigung zeitlicher und sozialer Aspekte Aussagen enthält. Im Prozess der Konzeption kann sozialpädagogische Hilfe so mit dem sprachlich eingesetzten Mittel der Kognition zur Aufgabe werden und eine Zielgruppe sowie eine zeitliche und örtliche Dimension von Hilfe in Berücksichtigung der Zielgruppenmerkmale als Begrifflichkeit zur Konzeption erhalten. Hilfskonzepte in der Sozialpädagogik sind also Ergebnisse des Prozesses der Konzeption, der wiederum mit dem Instrument Sprache als kognitives Hilfsmittel Menschen, Umwelt und Hilfen in übergeordneten Zusammenhängen betrachtet.
Um der Äquivokation des synonymen Gebrauchs von „Konzeption“ und „Konzept“ zu entgehen, werden erste planerische Entwürfe als Vorstufen von Konzeptionen daher häufig nicht als Konzepte, sondern als Exposés o. ä. bezeichnet. In der Regel werden Konzeptionen und ihre Ergebnisse schriftlich niedergelegt und sie sollten in regelmäßigen Zeitabständen auf ihre Relevanz und Aktualität überprüft werden.